# Domenico Benedetto Balsamo
Domenico Benedetto Balsamo (Messina, 31 dicembre 1759 – Monreale, 6 aprile 1844) è stato un arcivescovo cattolico italiano.

## Biografia
Appartenente alla famiglia dei principi di Castellacci, è nato il 31 dicembre 1759 a Messina, sede dell'omonima arcidiocesi.
Entrato da giovane nell'Ordine di San Benedetto, ha studiato a Roma teologia dogmatica e diritto canonico.
È stato ordinato presbitero il 27 marzo 1784.
Indicato da re Ferdinando III di Sicilia come arcivescovo metropolita di Monreale il 16 luglio 1816, è stato nominato da papa Pio VII il 23 settembre seguente; ha ricevuto l'ordinazione episcopale il 29 settembre dal cardinale Tommaso Arezzo, legato apostolico di Ferrara, coconsacranti l'arcivescovo Alfonso Airoldi, vicegerente della diocesi di Roma, e l'arcivescovo e futuro cardinale Fabrizio Sceberras Testaferrata, segretario della Congregazione dei vescovi e regolari.
Durante i 28 anni di governo pastorale dell'arcidiocesi ha promosso il restauro del duomo danneggiato dall'incendio del 1811 e dell'adiacente arcivescovado. Inoltre, nel 1822 ha istituito il  Seminario dei chierici rossi e nel 1936 ha dato avvio all'Opera Pia "Reale Albergo dei Poveri", divenuta nel 2002 una casa di riposo a lui intitolata.
Fu membro dell'Accademia Peloritana dei Pericolanti.

## Genealogia episcopale e successione apostolica
La genealogia episcopale è:
- Cardinale Scipione Rebiba
- Cardinale Giulio Antonio Santori
- Cardinale Girolamo Bernerio, O.P.
- Arcivescovo Galeazzo Sanvitale
- Cardinale Ludovico Ludovisi
- Cardinale Luigi Caetani
- Cardinale Ulderico Carpegna
- Cardinale Paluzzo Paluzzi Altieri degli Albertoni
- Papa Benedetto XIII
- Papa Benedetto XIV
- Cardinale Enrico Enriquez
- Arcivescovo Manuel Quintano Bonifaz
- Cardinale Buenaventura Córdoba Espinosa de la Cerda
- Cardinale Giuseppe Maria Doria Pamphilj
- Cardinale Tommaso Arezzo
- Arcivescovo Domenico Benedetto Balsamo, O.S.B.

La successione apostolica è:
- Vescovo Girolamo Aprile Benso (1819)
- Cardinale Gaetano Trigona e Parisi (1819)
- Vescovo Benedetto Denti, O.S.B. (1833)
- Arcivescovo Pietro Naselli, C.O. (1838)
- Vescovo Epifanio Maria Turrisi (1838)